# View Askewniverse

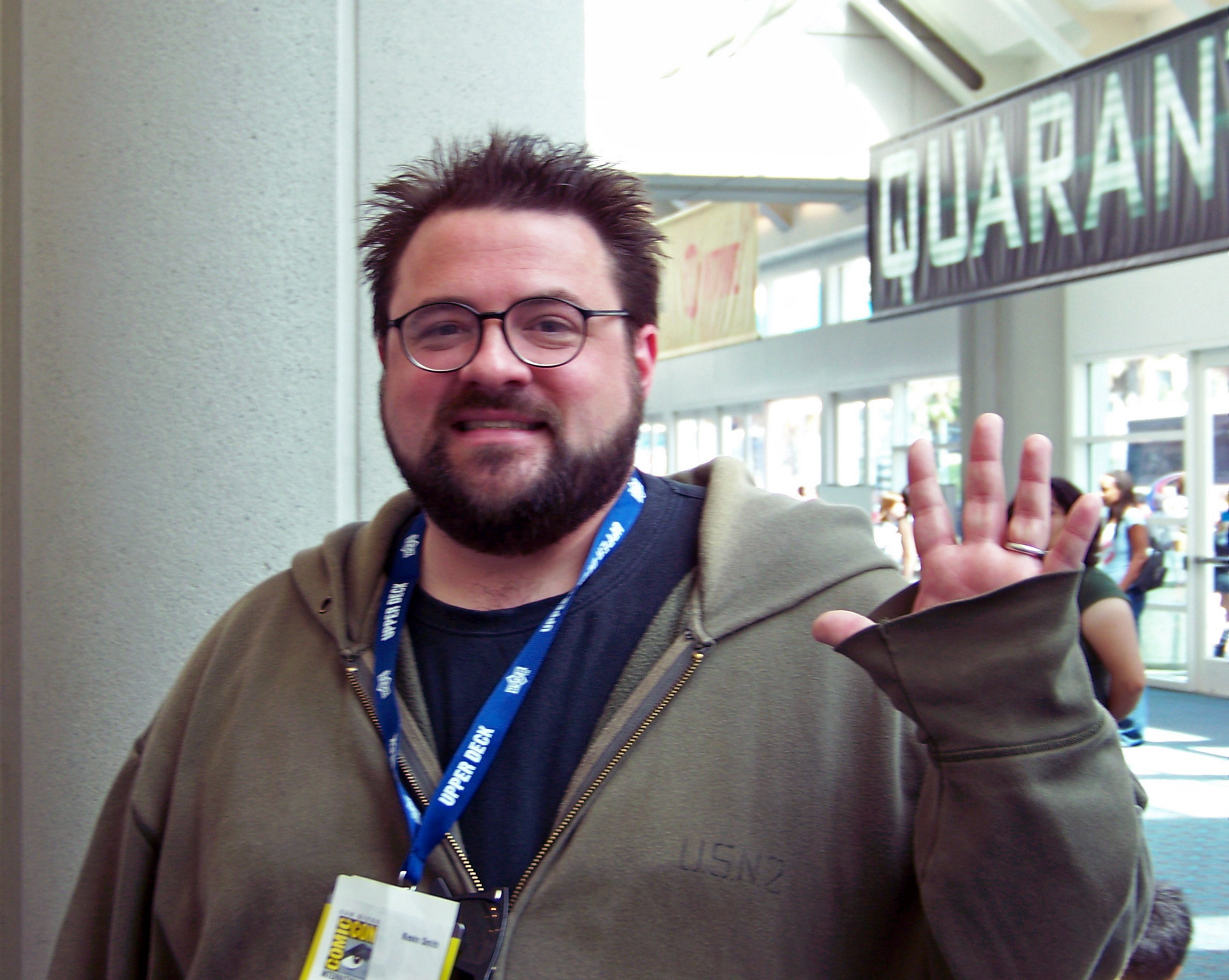
Kevin Smith, inventore del View Askewniverse.

Il View Askewniverse è un universo immaginario creato dal regista e sceneggiatore Kevin Smith.
Prende il nome dalla società di produzione di Smith, View Askew Productions. I personaggi Jay e Silent Bob compaiono in tutti i media del franchise.

## Film ufficiali
Al 2022 sono otto i film ufficiali del View Askewniverse:
- Clerks - Commessi (Clerks), regia di Kevin Smith (1994)
- Generazione X (Mallrats), regia di Kevin Smith (1995)
- In cerca di Amy (Chasing Amy), regia di Kevin Smith (1997)
- Dogma, regia di Kevin Smith (1999)
- Jay & Silent Bob... Fermate Hollywood! (Jay & Silent Bob Strike Back), regia di Kevin Smith (2001)
- Clerks II, regia di Kevin Smith (2006)
- Jay e Silent Bob - Ritorno a Hollywood, regia di Kevin Smith (2019)
- Clerks III, regia di Kevin Smith (2022)

## Attori ricorrenti
- Kevin Smith è Silent Bob in tutti gli otto film. Interpreta il personaggio anche in Scream 3.
- Jason Mewes è Jay in tutti gli otto i film. Interpreta il personaggio anche in Scream 3.
- Brian O'Halloran è Dante Hicks in Clerks - Commessi, Jay & Silent Bob... Fermate Hollywood!, Clerks II, Jay e Silent Bob - Ritorno a Hollywood e Clerks III. È presente anche in Generazione X, In cerca di Amy e Dogma, interpretando, però, personaggi diversi.
- Jeff Anderson è Randal Graves in Clerks, Jay & Silent Bob... Fermate Hollywood!, Clerks II e Clerks III. È presente anche in Dogma.
- Walt Flanagan è Woollen Cap Smoker in Clerks e Clerks II, ed è Walt the Fanboy in Generazione X, In cerca di Amy, Dogma e Jay & Silent Bob... Fermate Hollywood!.
- Jason Lee è Brodie Bruce in Generazione X e Jay & Silent Bob... Fermate Hollywood!, ed è Banky Edwards in In cerca di Amy, Jay & Silent Bob... Fermate Hollywood! e Jay e Silent Bob - Ritorno a Hollywood. È presente anche in Dogma e Clerks II.
- Ben Affleck è Holden McNeil in In cerca di Amy e Jay & Silent Bob... Fermate Hollywood! e Jay e Silent Bob - Ritorno a Hollywood. È presente anche in Generazione X, Dogma, Clerks II e Clerks III.
- Joey Lauren Adams è Alyssa Jones in In cerca di Amy, Jay & Silent Bob... Fermate Hollywood! e Jay e Silent Bob - Ritorno a Hollywood. È presente anche in Generazione X.
- Ethan Suplee è presente in Generazione X, In cerca di Amy, Dogma e Clerks II.
- Shannen Doherty è presente in Generazione X e Jay & Silent Bob... Fermate Hollywood!.
- Renee Humphrey è Tricia Jones in Generazione X e Jay & Silent Bob... Fermate Hollywood!.
- Matt Damon è presente in In cerca di Amy, Dogma, Jay & Silent Bob... Fermate Hollywood! e Jay e Silent Bob - Ritorno a Hollywood.
- George Carlin è presente in Dogma e Jay & Silent Bob... Fermate Hollywood!.
- Chris Rock è presente in Dogma e Jay & Silent Bob... Fermate Hollywood!.
- Alanis Morissette è presente in Dogma e Jay & Silent Bob... Fermate Hollywood!.
- Jennifer Schwalbach Smith è presente in Jay & Silent Bob... Fermate Hollywood!, Clerks II e Jay e Silent Bob - Ritorno a Hollywood.